# 버닝 (1981년 영화)
《버닝》(영어: The Burning)은 미국에서 제작된 토니 메일럼 감독의 1981년 슬래셔 영화이다. 브라이언 매슈스, 리아 에어스, 브라이언 배커 등이 출연하였고, 하비 와인스틴 등이 제작에 참여하였다.
보기맨과 유사한 뉴욕 도시전설 "크롭시"(Cropsey)를 소재로 삼았다. 

## 출연
- 브라이언 매슈스
- 리아 에어스
- 브라이언 배커
- 래리 조슈아
- 제이슨 알렉산더
- 네드 아이젠버그
- 피셔 스티븐스
- 홀리 헌터